# Dirophanes fulvitarsis
Dirophanes fulvitarsis är en stekelart som först beskrevs av Wesmael 1845.  Dirophanes fulvitarsis ingår i släktet Dirophanes och familjen brokparasitsteklar. Arten är reproducerande i Sverige. Inga underarter finns listade i Catalogue of Life.